# Józef Górnicki
Józef Górnicki (ur. 17 marca 1833 w Pilicy, zm. 25 stycznia 1897 w Warszawie) — polski rzeźbiarz i medalier.

## Życiorys
Urodził się 17 marca 1833 w Pilicy w rodzinie rymarza Stanisława i jego żony Marianny z domu Sayczyńska. Ukończył gimnazjum w Kielcach, gdzie jego starszy brat Szymon był nauczycielem kaligrafii i rysunku. Studiował w Szkole Sztuk Pięknych w Warszawie w latach 1853-58 i w 1859 otrzymał dyplom ukończenia szkoły.
Początkowo zajmował się malarstwem, a w 1865 został zatrudniony jako medalier w Mennicy Królestwa Polskiego. Wykonał cyborium z drzewa orzechowego do warszawskiego kościoła Wszystkich Świętych oraz prace snycerskie do prospektu organowego do kościoła w Wilanowie.
Swoje prace wystawiał kilkakrotnie w Towarzystwie Zachęty Sztuk Pięknych w Warszawie. Od 1872 do śmierci sprawował obowiązki kustosza Towarzystwa Zachęty Sztuk Pięknych w Warszawie.
Zmarł 25 stycznia 1897 i w dwa dni później, po mszy w kościele św. Karola Boromeusza, został pochowany na cmentarzu powązkowskim.